# Жетибай
Жетибай (каз. Жетібай) — село в Амангельдинском районе Костанайской области Казахстана. Входит в состав Байгабылского сельского округа. Находится примерно в 21 км к западу от села Амангельды. Код КАТО — 393443300.

## Население
В 1999 году население села составляло 125 человек (59 мужчин и 66 женщин). По данным переписи 2009 года, в селе проживали 104 человека (48 мужчин и 56 женщин).